# Benito R. de Monfort
Pour les articles homonymes, voir Monfort.
Benito Raimundo Monfort Blanch, connu en français en tant que Benito R. de Monfort, né à Valence (Espagne) le 20 septembre 1800 et mort le 13 février 1871 à Biarritz (France), est un photographe, directeur de publication et entrepreneur espagnol, cofondateur de la Société héliographique et du casino de Biarritz.

## Biographie
Fils de Maris Blanch et du graveur Raimundo Monfort Asensi (1745-1806), Benito Raimundo appartient à une célèbre dynastie d'imprimeurs originaire de Valence, ville où il est né le 21 septembre 1800. Son oncle est le graveur Manuel Monfort Asensi.
Il étudie la gravure à Valence puis épouse le 15 avril 1820, Maria Cabares Paulo qui lui donne deux filles. En 1822, son cousin, l'imprimeur Manuel Monfort Roda meurt et laisse un important héritage. Benito reçoit une belle propriété valencienne, puis sa femme meurt en 1834. Il semble alors s'installer à Paris jusqu'en 1841, date à laquelle il revient à Valence toucher sa rente annuelle, soit près de 20 000 réaux. On perd sa trace durant une dizaine d'années.
Selon Helmut Gernsheim (1955), la Société héliographique, première au monde à se consacrer à l'étude de la photographie et de ses techniques, « est fondée à Paris en janvier 1851 au 15 rue de l'Arcade, domicile de B. R. de Monfort, où se trouve un vaste appartement de quatre ou cinq pièces avec terrasse, dédié aux recherches et accueillant les membres de la dite société, lesquels publie aussi un journal, La Lumière ». Il existe un calotype représentant Eugène Piot (1851, académie royale des beaux-arts de San Carlos), membre de cette société, prise sans doute rue de l'Arcade, par Benito Monfort, et constituant à ce jour l'unique trace de son travail photographique. Un autre visiteur prestigieux est Roger Fenton, qui livre un précieux témoignage de son séjour, décrivant le domicile de Monfort, le matériel photographique, les expériences menées. La Société héliographique dissoute, Monfort fait partie des premiers membres de la Société française de photographie.
Monfort est signalé comme fondateur et directeur de La Lumière du 9 février au 29 octobre 1851, qu'il revend, pour fonder Cosmos le 1er mai 1852 et dont il se sépare en 1854. Entre-temps, Pascual Perez, le photographe pionnier espagnol, originaire de Valence comme Monfort, signale aux membres de la Sociedad Económica de Amigos del Pais, les activités de celui-ci. En 1858, Pérez témoignera de nouveau dans Las Bellas Artes des efforts de son compatriote qu'il décrit comme un photographe pionnier.

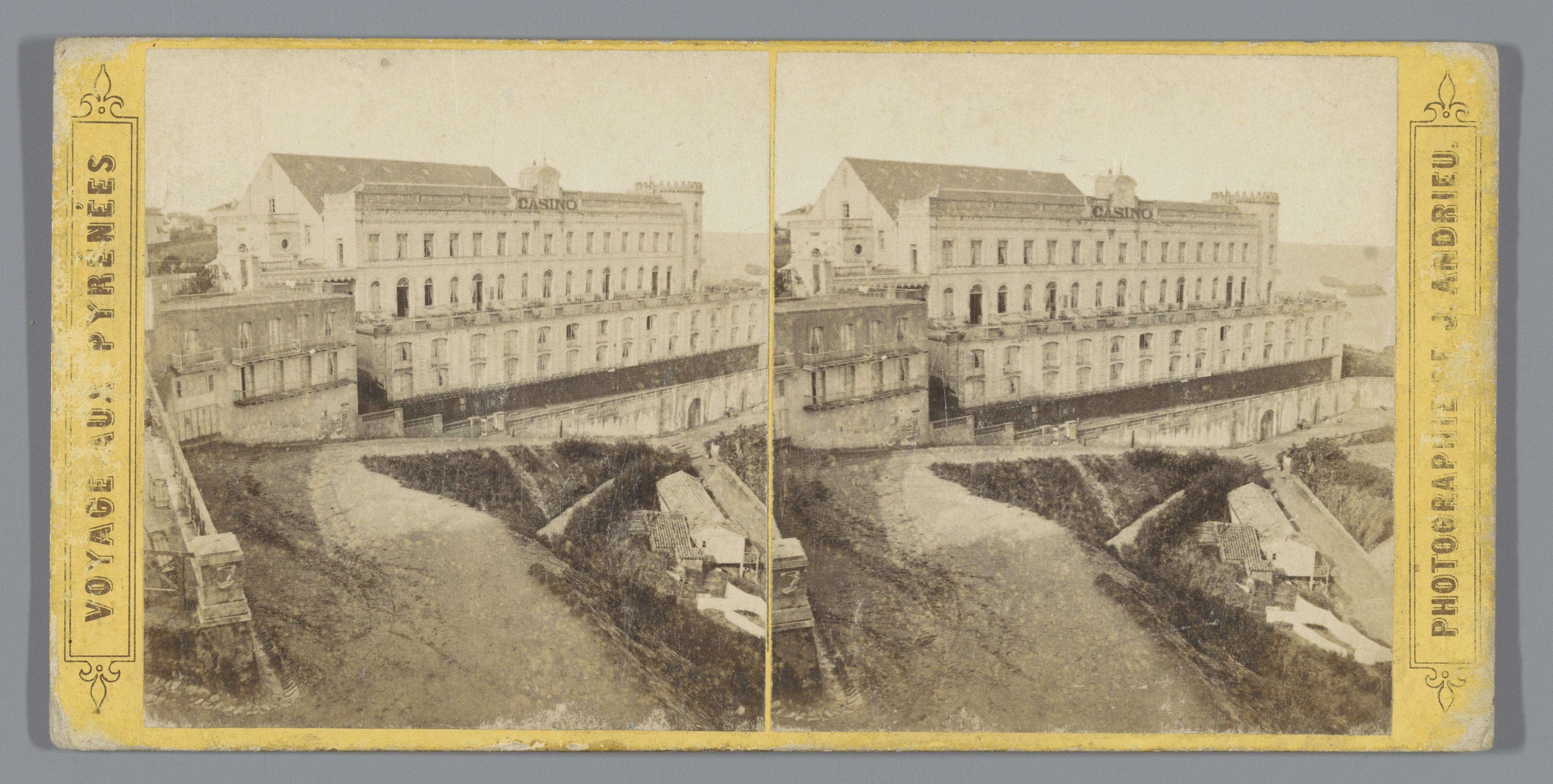
Ancien casino de Biarritz, construit à partir de 1857, à l'initiative de Benito R. de Monfort (cliché stéréoscopique de Jean Andrieu, vers 1862-1876).

À partir de novembre 1856, Monfort entreprend de faire construire un casino à Biarritz, ville devenue l'une des villégiatures préférées de l'impératrice Eugénie. L'établissement, conçu par l'architecte Alphonse Bertrand, est inauguré en août 1858. Monfort s'installe définitivement dans cette ville où il gère ses affaires. Il a fait installer un studio photo dans les locaux même du casino, où sont proposés des portraits tirés sur papier ou sur porcelaine. Il semble qu'il soit en proie dès décembre 1859 à de gros problèmes financiers, forcé d'hypothéquer une partie de son établissement. Cependant, il parvient à le maintenir à flot, organisant de nombreux dîners où se croisent dignitaires de l'Empire français, aristocrates espagnols, portugais, allemands. 
Monfort meurt à Biarritz le 13 février 1871.